# Dehradun (district)
Dehradun is een district van de Indiase staat Uttarakhand. Het district telt 1.279.083 inwoners (2001) en heeft een oppervlakte van 3088 km².
Almora · Bageshwar · Chamoli · Champawat · Dehradun · Haridwar · Nainital · Pauri Garhwal · Pithoragarh · Rudraprayag · Tehri Garhwal · Udham Singh Nagar · Uttarkashi